# SN 2003ki
SN 2003ki – supernowa typu IIb odkryta 28 listopada 2003 roku w galaktyce M+11-10-34. W momencie odkrycia miała maksymalną jasność 18,00m.